# Ortopedie și traumatologie

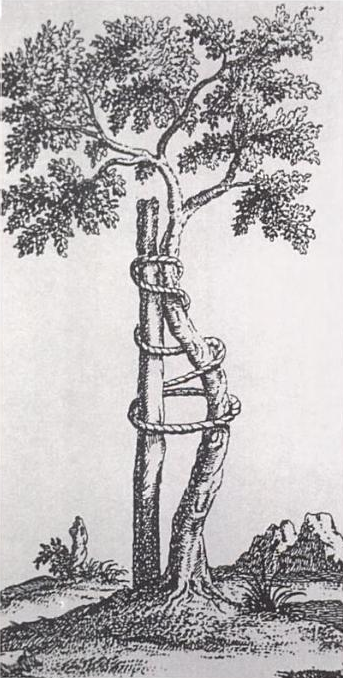
Logo

Ortopedia și traumatologia este specialitatea chirurgicală care se ocupă cu depistarea, diagnosticarea, tratarea și recuperarea afecțiunilor congenitale și dobândite, traumatice și netraumatice, ale aparatului locomotor.